# Megmaradt kert
A Megmaradt kert (hagyományos kínai: 留園, egyszerűsített kínai írás: 留园, pinjin, hangsúlyjelekkel: Liú Yuán) a négy leghíresebb hagyományos kínai kert egyike Szucsou (Suzhou) városában. Nevét a sok viszontagság utáni fennmaradása miatt kapta, de a kínai nyelv sajátosságai miatt másféleképpen is értelmezhető: egyik volt tulajdonosáról „Liu kertjének”, valamint a „Bolyongás kertjének”. (A másik három kiemelt fontosságú kert a Hálók mesterének kertje, a Szerény hivatalnok kertje és az Oroszlánliget.) 1997-ben lett a világörökség része. A kertben őrzik az UNESCO által ugyancsak védett kulturális örökséget képező két zenei stílus, a suocsang (shuochang) (评弹) és a kucsin (kuqin) zene felvételeit, előadásmódját is.

## Története
A megmaradt kert Szucsou (Suzhou) óvárosának Csangmen (Changmen) (阊门) kapuján kívül helyezkedik el. A kert építtetője egy megvádolt, majd a vádak alól felmentett hivatalnok, Hszü Taj-si (Xu Taishi) volt 1593-ban. Eredetileg Keleti kertnek hívták, tervező-építője Csou Si-cseng (Zhou Shicheng) (周时臣) volt. Sziklakertje gyorsan nagy sikert aratott a szakértők körében.
1798-ban egy új tulajdonos, Liu Szu (Liu Su) jelentősen átépíttette, fenyőkkel, bambuszligetekkel egészítette ki, és egy híres verssor nyomán „Hűvös zöld falunak” nevezte el. Tizenkét újabb hatalmas „tudós-követ”, taj-tavi sziklát is elhelyezett a kertben. A kert ekkor kapta a Liu kertje nevet a népnyelvben. Már 1823-tól megnyitották a közönség számára, és divatos pihenőhellyé vált.
1873-ban egy újabb hivatalnok, Seng Kang (Sheng Kang) lett a tulajdonosa, aki három éve munkával kijavíttatta a tajping-felkelés okozta károkat. Ekkor kapta a jelenlegi nevét, ami hangzásban megegyezik az előző tulajdonos nevéről hagyományossá vált elnevezéssel, de utal a megmaradásra és a kerti barangolásra is.
A kert állapota később újra leromlott, a második kínai–japán háború idején lovakat tartottak benne. A Kínai Népköztársaság megalakulása után újra renoválták és 1954-ben megnyitották a nagyközönség előtt. 2000-ben került fel a többi szucsou (suzhou)i kert mellé a világörökségi listára, és azóta a nemzetközi turistaforgalom egyik kedvence.

## Leírása
A 23 310 m²-es kert négy jól megkülönböztethető zónára oszlik. A központi rész a legrégebbi, ennek fő látványossága a tó és egy sziklabarlang. Az épületek foglalják el az egész terület egyharmadát. Különlegességnek számít az épületeket összekötő 700 méteres fedett folyosó, falain sok ablakkal és faragott kövekkel. A kert keleti részének középpontja a híres „Felhő koronázta csúcs”, a 400 éve a kertben álló hat és fél méter magas taj-tavi szikla. A nyugati részben kevesebb az épület, a növényzet dominál. Van itt egy mesterséges domb és egy bonszai-kert is.

## Előadások
- Suocsang (Shuochang) zene (zenés elbeszélés) a kertben
- Kucsin (Kuqin) zenei előadás a kertben

## Fordítás
Ez a szócikk részben vagy egészben  a   Lingering Garden című angol Wikipédia-szócikk ezen változatának fordításán alapul.  Az eredeti cikk szerkesztőit annak laptörténete sorolja fel. Ez a jelzés csupán a megfogalmazás eredetét és a szerzői jogokat jelzi, nem szolgál a cikkben szereplő információk forrásmegjelöléseként.